# Années fondatrices du Singapour moderne
L'établissement d'un comptoir commercial britannique à Singapour en 1819 par Sir Thomas Stamford Raffles a conduit à sa fondation en tant que colonie britannique en 1824. Cet événement est considéré comme la fondation de Singapour coloniale. Il marque également une rupture avec son statut de port dans les temps anciens pendant les époques Srivijaya et Majapahit, et plus tard, dans le cadre des sultanats de Malacca et de Johor.

## Singapour précolonial (avant 1819)
Un port et une colonie importants, connus sous le nom de Temasek, rebaptisé plus tard Singapura, existaient sur l'île de Singapour au XIVe siècle. Les archives vietnamiennes indiquent une possible relation diplomatique entre Temasek et le Vietnam au XIIIe siècle et des documents chinois décrivent des colonies à cet endroit au XIVe siècle. Il s'agissait probablement d'un État vassal de l'Empire Majapahit et des Siamois à différents moments du XIVe siècle. Vers la fin de ce siècle, son dirigeant Parameswara fut attaqué soit par les Majapahit ou par les Siamois, le forçant à se déplacer à la ville Melacca où il fonda le sultanat de Malacca. Des preuves archéologiques suggèrent que la principale colonie de l'actuel Fort Canning a été abandonnée à cette époque, bien qu'une colonie commerciale à petite échelle ait continué à Singapour pendant un certain temps par la suite. Entre le XIVe siècle et le XIXe siècle, l'archipel malais fut progressivement repris par les puissances coloniales européennes, à commencer par la conquête portugaise du sultanat de Malacca en 1511. En 1613, les Portugais incendièrent un établissement commercial à l'embouchure de la rivière Singapour, après quoi Singapour tomba dans l'oubli pendant deux cents ans.
La domination des Portugais fut contestée au XVIIe siècle par les Néerlandais, qui prirent le contrôle de la plupart des ports de la région. Ils établirent un monopole sur le commerce au sein de l'archipel, notamment celui des épices, alors le produit le plus important de la région. Les autres puissances coloniales, dont les Britanniques, se limitèrent à une présence relativement mineure à ce moment-là.
Le nom de Singapour vient de « Singa Pura » qui signifie « Cité du Lion » en sanskrit. Selon le Sejarah Melayu (Annales malaises), un prince de Sumatra appelé Sang Nila Utama débarqua sur Temasek, l'ancien nom de Singapour. Il vit un lion (« Singa » en malais). Il donna ainsi à l'île un nouveau nom, « Singapura ».

## Débarquement et arrivée de Raffles (1819)

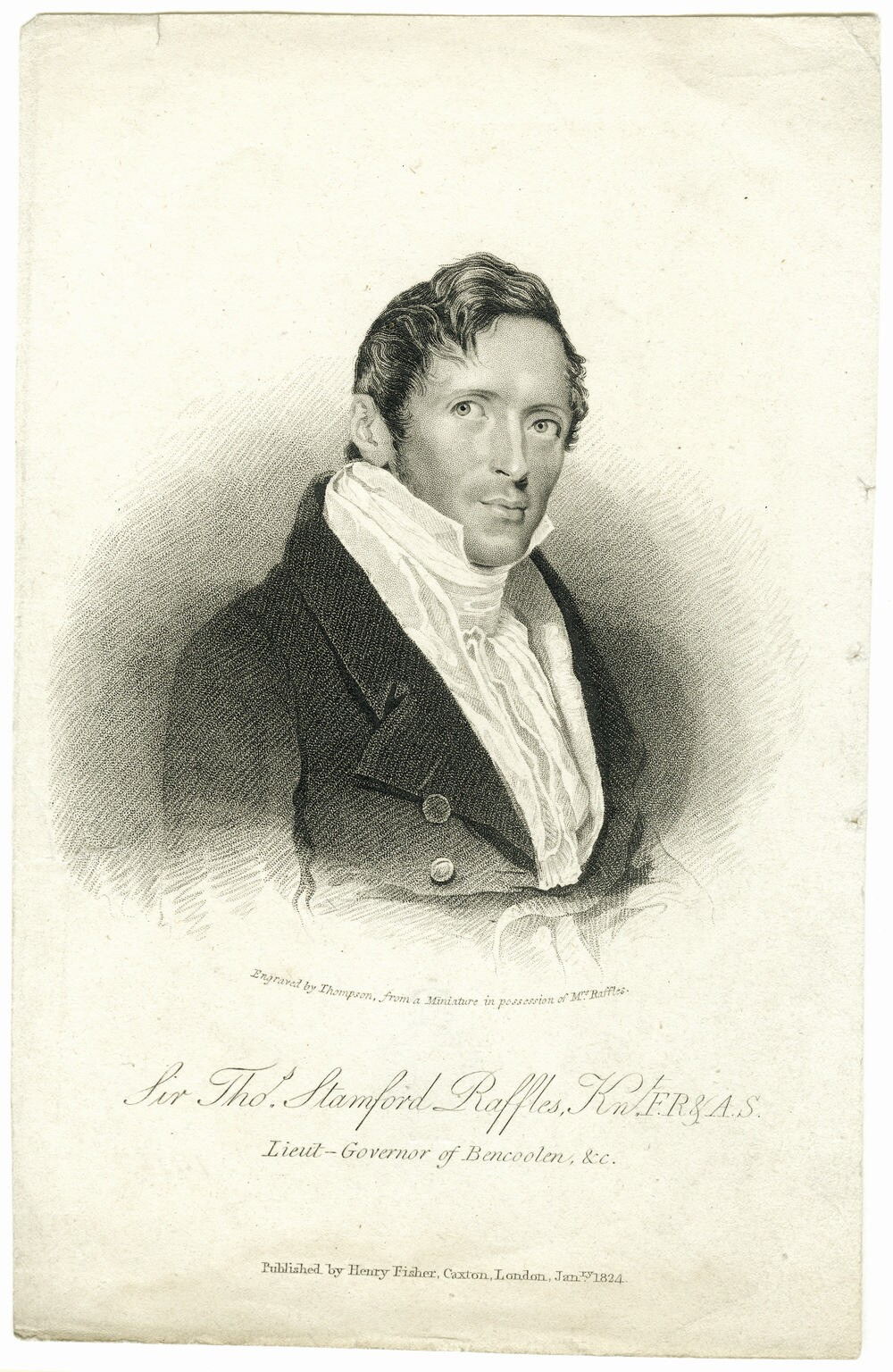
Sir Stamford Raffles, fondateur du Singapour moderne.

En 1818, Sir Thomas Stamford Raffles fut nommé lieutenant-gouverneur de la colonie britannique de Bencoolen, à Sumatra. Raffles pensait que les Britanniques devaient trouver un moyen de contester la domination des Néerlandais dans la région. La route commerciale entre la Chine et l'Inde britannique passait par le détroit de Malacca et avec le développement du commerce avec la Chine, cette route allait devenir de plus en plus importante. Cependant, les Néerlandais exerçaient un contrôle étroit sur le commerce dans la région et avaient l'intention de faire respecter les droits exclusifs de commerce des navires de leur compagnie, et que le commerce devait être effectué à son entrepôt de Batavia. Les navires de commerce britanniques étaient lourdement taxés dans les ports néerlandais, ce qui étouffait le commerce britannique dans la région.
Raffles estima que la meilleure façon de défier les Néerlandais était d'établir un nouveau port dans la région. Les ports britanniques existants n'étaient pas dans une position stratégique suffisante pour devenir des centres commerciaux majeurs. Penang était trop au nord de la partie sud étroite du détroit de Malacca contrôlée par les Néerlandais, tandis que Bencoolen faisait face à l'océan Indien près du détroit de la Sonde, une région beaucoup moins importante car trop éloignée de la principale route commerciale.
En 1818, Raffles réussit à convaincre Lord Hastings, alors gouverneur général de l'Inde et son supérieur au sein de la Compagnie britannique des Indes orientales, de financer une expédition visant à établir une nouvelle base britannique dans la région, mais à condition que cela ne contrarie pas les Néerlandais. Raffles s'est installé sur l'île de Singapour en raison de sa situation à l'extrémité sud de la péninsule malaise, près du détroit de Malacca, de son excellent port naturel, de ses réserves d'eau douce et de bois pour réparer les navires. Plus important encore, elle n'était pas occupée par les Néerlandais.
L'expédition de Raffles arriva à Singapour le 29 janvier 1819 (bien qu'ils aient débarqué sur l'île Saint John la veille). Il trouva une colonie malaise à l'embouchure de la rivière Singapour, dirigée par le Temenggong Abdul Rahman pour le sultan de Johor. Le Temenggong avait initialement déménagé de Johor à Singapour en 1811 avec un groupe de Malais et lorsque Raffles arriva, il y avait environ 150 personnes gouvernées par le Temenggong, la plupart d'entre eux étant des Malais, avec environ 30 Chinois. Bien que l'île fût nominalement gouvernée par Johor, la situation politique était précaire pour le sultan de l'époque, Tengku Abdul Rahman. Il était contrôlé par les Néerlandais et les Bugis, et n'accepterait jamais une base britannique à Singapour. Cependant, Abdul Rahman n'était sultan que parce que son frère aîné, Tengku Hussein, également connu sous le nom de Tengku Long, était parti se marier à Pahang lorsque leur père est décédé. Hussein vivait alors en exil dans les îles Riau.

## Traité de Singapour: fondation du Singapour moderne (1819)
Avec l'aide du Temenggong, Raffles fit passer clandestinement Tengku Hussein à Singapour. Il proposa de reconnaître Hussein comme le sultan légitime de Johor et de lui verser un paiement annuel ; en échange, Hussein accorderait à la Compagnie britannique des Indes orientales le droit d'établir un comptoir commercial à Singapour. Dans l'accord, le sultan Hussein recevrait une somme annuelle de 5 000 piastres espagnols, tandis que le Temenggong recevrait une somme annuelle de 3 000 piastres espagnols. Cet accord fut ratifié par le traité de Singapour signé le 6 février 1819,,. Il s'agit de la fondation officielle de Singapour moderne et également du début d'une colonie britannique.

## Début de la colonie (1819–1826)

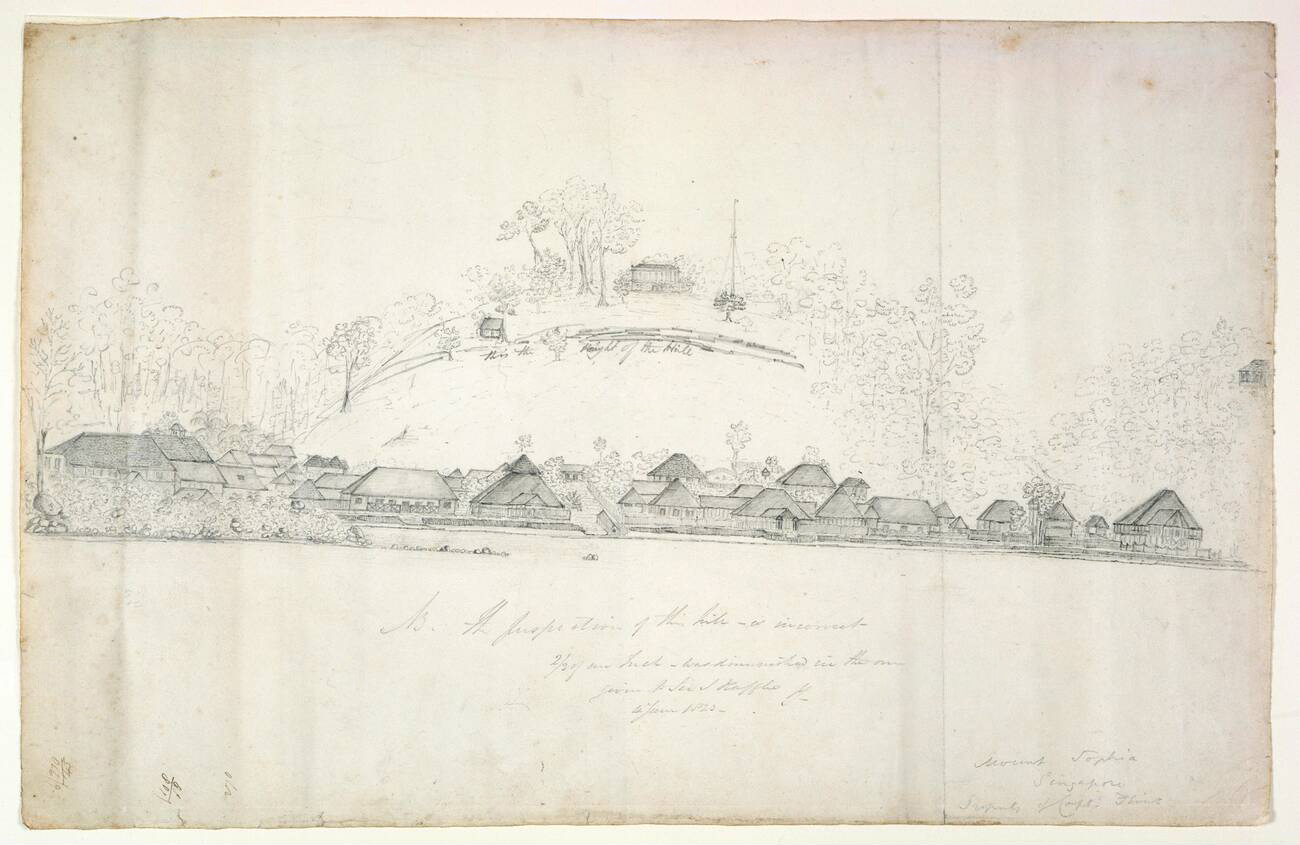
Premier dessin de la colonie de Singapour vue depuis la mer en 1823. Le dessin montre des bâtiments sur la High Street avec Fort Canning Hill, connu alors simplement sous le nom de « The Hill », en arrière-plan.

Raffles revint à Bencoolen (Sumatra) le lendemain de la signature du traité, laissant le major William Farquhar comme résident et commandant de la nouvelle colonie, soutenu initialement par un peu d'artillerie et un seul régiment de soldats indiens. Établir un port commercial à partir de zéro était en soi une perspective décourageante, mais l'administration de Farquhar était, en outre, pratiquement sans financement, car Raffles ne voulait pas que ses supérieurs considèrent Singapour comme un fardeau. En outre, il lui était interdit de générer des revenus en imposant des droits de port, Raffles ayant décidé dès le départ que Singapour serait un port franc.
Malgré ces difficultés, la nouvelle colonie connut rapidement un succès spectaculaire. La nouvelle de l'ouverture du port franc se répandit dans tout l'archipel et les commerçants Bugis, Peranakan et Arabes affluèrent vers l'île, cherchant à contourner les restrictions commerciales imposées par les Pays-Bas. Au cours de la première année d'exploitation, des échanges d'une valeur de 400 000 piastres espagnols transitèrent par Singapour. On estime qu'à l'arrivée de Raffles en 1819, la population totale de l'ensemble de Singapour était d'environ un millier d'habitants, principalement des tribus locales. En 1821, la population de l'île avait atteint environ cinq mille habitants et le volume des échanges commerciaux était de huit millions de piastres. En 1825, la population avait dépassé la barre des dix mille habitants, avec un volume d'échanges de 22 millions de piadstres (à titre de comparaison, le volume des échanges du port de Penang, établi de longue date, était de 8,5 millions de piastres la même année).
Raffles revint à Singapour en 1822. Bien que Farquhar ait dirigé avec succès la colonie au cours de ses premières années difficiles, Raffles était critique à l'égard de nombreuses décisions qu'il avait prises. Par exemple, afin de générer des revenus indispensables pour le gouvernement, Farquhar avait eu recours à la vente de licences de jeu d'argent et d'opium, que Raffles considérait comme des maux sociaux. Raffles était également consterné par le commerce d'esclaves toléré par Farquhar. Raffles organisa le renvoi de Farquhar, qui fut remplacé par John Crawfurd. Raffles reprit lui-même l'administration et entreprit d'élaborer un ensemble de nouvelles politiques pour la colonie.
Raffles a interdit l'esclavage, fermé tous les tripots, interdit le port d'armes et imposé de lourdes taxes pour décourager ce qu'il considérait comme des vices tels que l'ivresse et la consommation d'opium. Consterné par le désordre de la colonie, il a également organisé l'organisation de Singapour en subdivisions fonctionnelles et ethniques dans le cadre du « Plan Raffles de Singapour ».

## Traité d'amitié et d'alliance (1824)

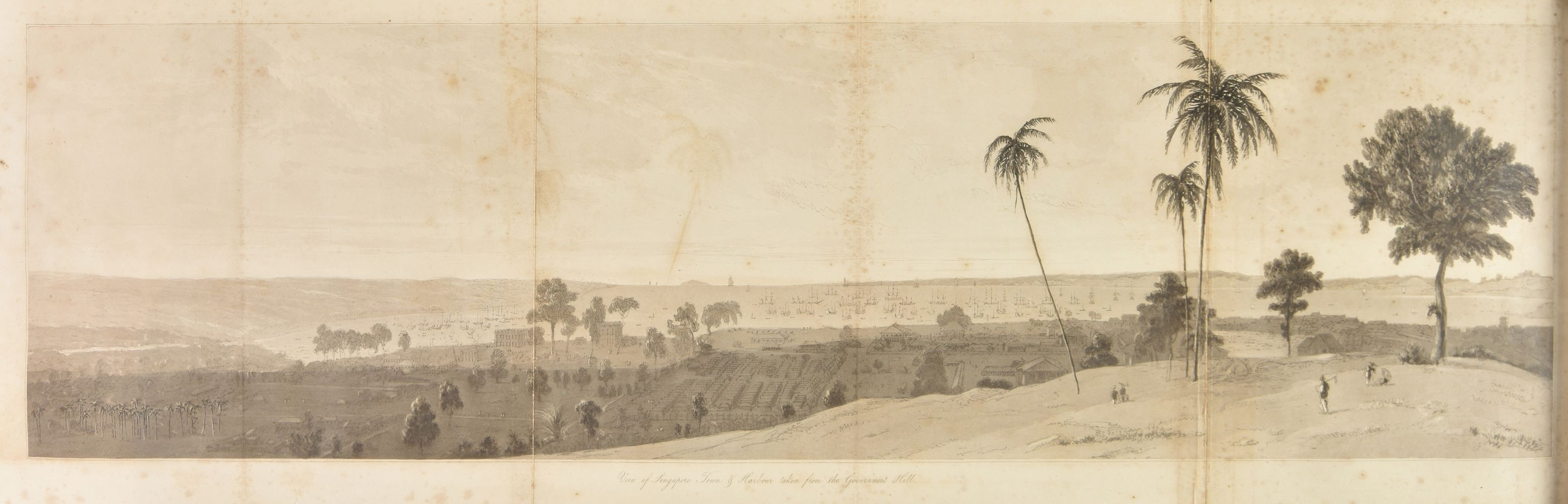
Vue de Singapour, publiée en 1830 mais dessinée quelques années plus tôt, montrant les eaux grouillantes de navires.

D'autres accords entre les chefs malais allaient progressivement éroder leur influence et leur contrôle sur Singapour. En décembre 1822, les chefs malais demandèrent aux revenus de Singapour un paiement mensuel. Le 7 juin 1823, Raffles conclut un autre accord avec le sultan et le temenggong pour racheter leur pouvoir judiciaire et leurs droits sur les terres, à l'exception des zones réservées au sultan et au temenggong. Ils renonceraient à leurs droits sur de nombreuses fonctions sur l'île, notamment la collecte des taxes portuaires, en échange de paiements mensuels à vie de 1 500 et 800 piastres respectivement. Cet accord plaçait l'île sous le droit britannique, à condition qu'il tienne compte des coutumes, traditions et pratiques religieuses malaises, « dans la mesure où elles ne seront pas contraires à la raison, à la justice ou à l'humanité ».
Un autre traité, le Traité d'amitié et d'alliance, fut conclu par le deuxième résident John Crawfurd avec les chefs malais et signé le 2 août 1824 pour remplacer le traité de Singapour. L'île éponyme, y compris ses îles voisines, fut officiellement cédée entièrement à la Compagnie britannique des Indes orientales et en échange, les chefs verraient leurs dettes annulées et recevraient une allocation à vie, chacun recevant une somme forfaitaire supplémentaire de 20 000 îastres espagnols.
Après avoir nommé John Crawfurd comme nouveau gouverneur, Raffles partit pour la Grande-Bretagne en octobre 1823. Il ne revint jamais à Singapour. La plupart de ses biens personnels furent perdus après que son navire, le Fame, eut pris feu et coulé. Il mourut quelques années plus tard, en 1826, à l'âge de 44 ans.

## Établissements des détroits (1826-1942)
Le statut de Singapour en tant que possession britannique fut consolidé par le traité de Londres de 1824 qui divisa l'archipel malais entre les deux puissances coloniales. La zone au nord du détroit de Malacca, comprenant Penang, Malacca et Singapour, fut désignée comme la sphère d'influence britannique, tandis que la zone au sud du détroit fut attribuée aux Néerlandais.
Cette division eut des conséquences considérables pour la région : la Malaisie et Singapour d'aujourd'hui correspondent à la zone britannique établie dans le traité, et l'Indonésie actuelles correspond à la zone néerlandaise. En 1826, Singapour fut regroupée avec Penang et Malacca en une seule unité administrative, les Établissements des détroits, sous la direction de la Compagnie britannique des Indes orientales.